# Histona deacetilasa 2
La histona deacetilasa 2 (HDAC2) es una enzima codificada en humanos por el gen hdac2.
Este producto génico pertenece a la familia de las histona deacetilasas, unas proteínas que actúan mediante la formación de grandes complejos multiproteicos y que son responsables de la deacetilación de los residuos de lisina presentes en la región N-terminal de las histonas (H2A, H2B, H3 y H4). Esta proteína también forma complejo represor transcripcional mediante su asociación con diversas proteínas como YY1, un factor de transcripción con dedos de zinc presente en mamíferos. Por ello, HDAC2 juega un importante papel en la regulación de la transcripción, en la progresión del ciclo celular y en procesos de desarrollo.

## Interacciones
La histona deacetilasa 2 ha demostrado ser capaz de interaccionar con:
- CHD3[3][4][5]
- MTA1,[6][3][7]
- FKBP3[8]
- CHD4[3][9][4]
- RCOR1[10][11]
- Proteína del retinoblastoma[12]
- CDC20[13]
- RBBP4[14][3][15][4]
- CDH1[13]
- EED[16]
- GTF2I[3][17]
- HCFC1[18]
- PHF21A[10][19][3]
- BUB3[13]
- MXD1[20][21]
- HDAC10[22]
- RELA[23][24]
- Sp3[25][26]
- DNMT1[27]
- SMARCA5[5]
- HSPA4[28]
- SUV39H1[29]
- HDAC1[10][6][3][30][28][31][22][32][33][4][34][35][16]
- MBD2[36][37][33]
- SIN3A[14][38][3][39][20][15][4]
- SAP30[40][33][41]
- SNW1[42]
- HMG20B[10][3]
- PPP1R8[43]
- Sp1[25][15][26]
- ATR[9]
- MTA2[6][3][33]
- TOP2B[44]
- YY1[45][46][47]
- EZH2[16]
- MAD1[13]